# Пересопницкое Евангелие
Пересо́пницкое Ева́нгелие — первый из известных переводов Евангелия на литературный староукраинский язык, рукописный памятник искусства XVI века.

## Создание
Создано в 1556—1561 годах сыном протопопа Михаилом Василевичем и архимандритом Пречистенского монастыря Григорием, которые начали работу в с. Дворце (ныне Хмельницкая область, Украина), а завершили в Пересопнице (ныне Ровненская область, Украина). Заказала книгу княгиня Анастасия Заславская (ур. Гольшанская). О языке кодекса создатели писали, что книги четырех
евангелистов «выложеныи изь языка блъгарского на мову роускоую». При создании Пересопницкого Евангелия переводчиками учитывался опыт создания Библии Франциска Скорины.

## История
Пересопницким Евангелием пользовались на протяжении столетий. С него делались списки, которые известны как Волынское и Литковское Евангелия XVI века. Оклад книги меняли не менее трёх раз. В разных местах книги есть пометки на нескольких языках, принадлежащие к различным эпохам. На первых страницах дарственная надпись, сделанная гетманом Иваном Мазепой, о передаче Евангелия епископу Переяславскому. Возможно, после того, как Пересопницкий монастырь стал в 1603 году иезуитским коллегиумом, Евангелие было вывезено оттуда православными священниками и длительное время путешествовало. С XVII по XIX век о месте пребывания книги толком не было ничего известно, но всё это время она находилась в закрытых на навесные замки массивных сундуках, которые стояли в библиотеке переяславской ризницы и считались заполненными ненужными вещами. Евангелие было обнаружено в первой половине XIX века Осипом Бодянским, в дальнейшем ставшим известным филологом, когда он случайно разбил крышку сундука. Евангелие является величественной книгой весом 9 кг 300 г. Она состоит из 482 листов и написана поздним уставом на пергаменте форматом 380×240 мм. Рукопись богато орнаментирована, украшена высокохудожественными многоцветными заставками и миниатюрами.
В настоящее время находится в Институте рукописей Национальной библиотеки им. В. И. Вернадского НАН Украины.
Пересопницкое Евангелие — духовный памятник и национальный символ Украины, на котором, приступая к исполнению своих обязанностей, президенты Украины дают присягу украинскому народу.

## Факсимильное издание
В 2001 году Институтом украинского языка НАН Украины выполнено факсимильное издание Евангелия с научной обработкой — упорядочением, исследованием, словоуказателями. Общий тираж книги составил 500 экземпляров. Из 700 страниц опубликованной книги транслитерированный текст занимает 270, остальные страницы посвящены исследованиям. Исследователи разработали специальную систему для передачи выносных букв, разных диакритических и синтаксических знаков, чтения соответствующих слов.
Второй раз факсимильное издание Евангелия осуществлено в 2008 году Украинской православной церковью (Московского патриархата), издательским домом «АДЕФ-Украина». Тираж — 1000 экземпляров.
9 ноября 2010 года, в День украинской письменности и языка, на производственном комплексе издательского дома «АДЕФ-Украина» (город Буча) в торжественной обстановке напечатали 1-й лист издания «Пересопницкое Евангелие. Истоки и современность» (общий объем — более 1800 страниц; тираж — 200 экземпляров). В книге художественно объединены уменьшенные изображения оригинальных текстов, дополненные транслитерацией и современным украинским языком.
28 мая 2011 года в рамках международного фестиваля «Книжный Арсенал» прошла презентация издания «Пересопницкое Евангелие. Истоки и современность» — перевода Пересопницкого Евангелия на современный украинский язык, изданного издательским домом «АДЕФ-Украина».

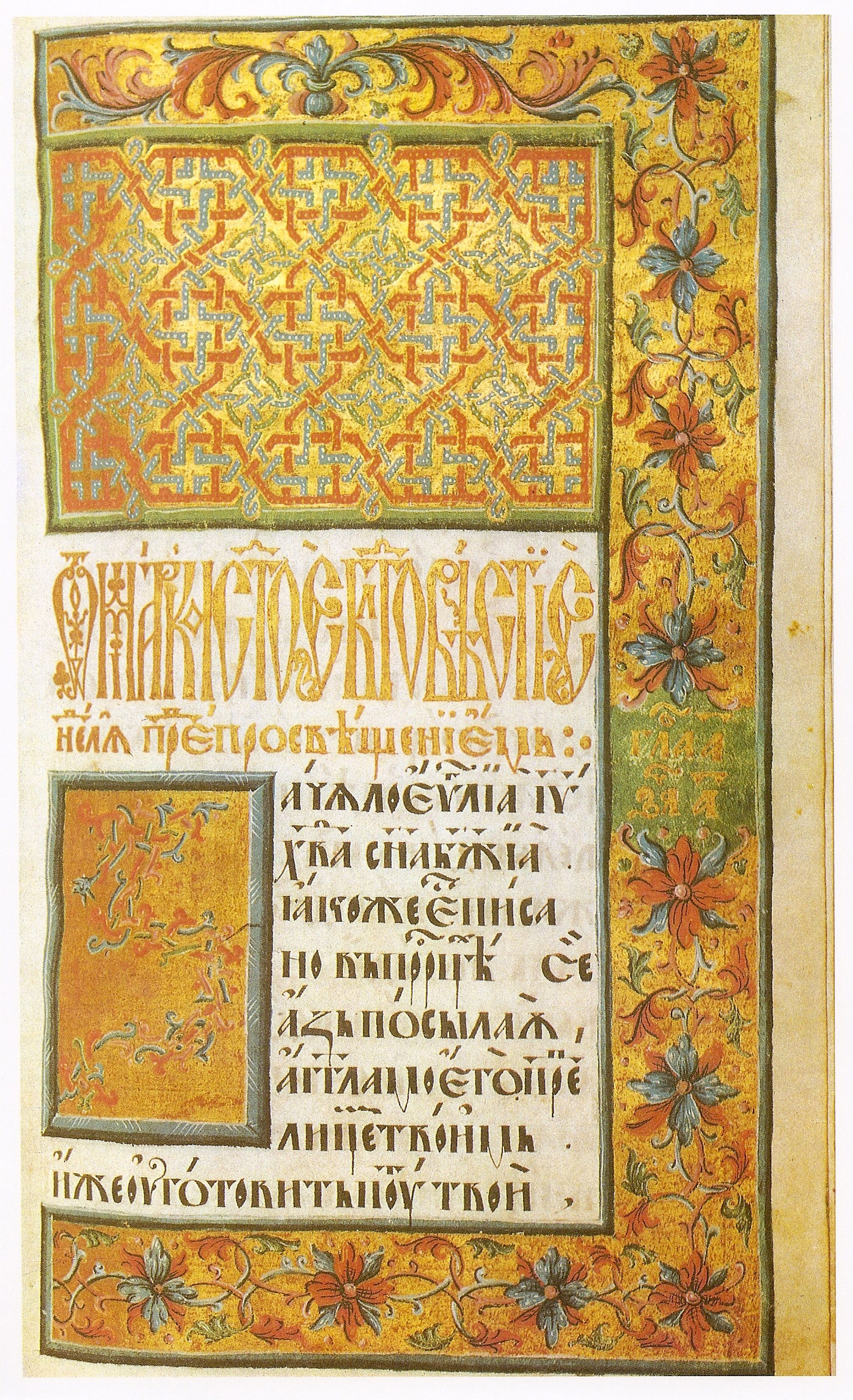
Начало Евангелия от Марка (л. 129)
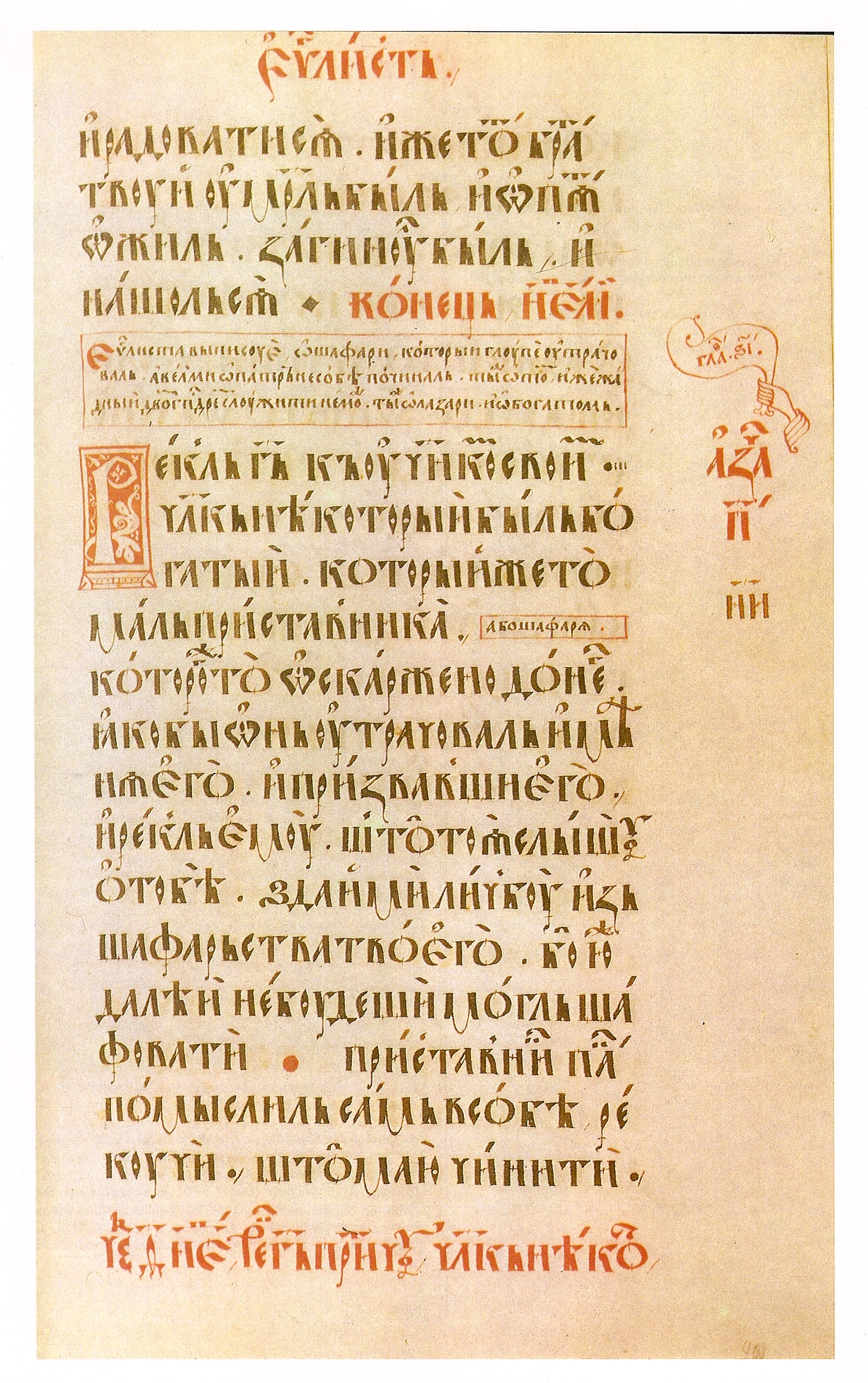
Евангелие от Луки (л. 291)

## Фильмография

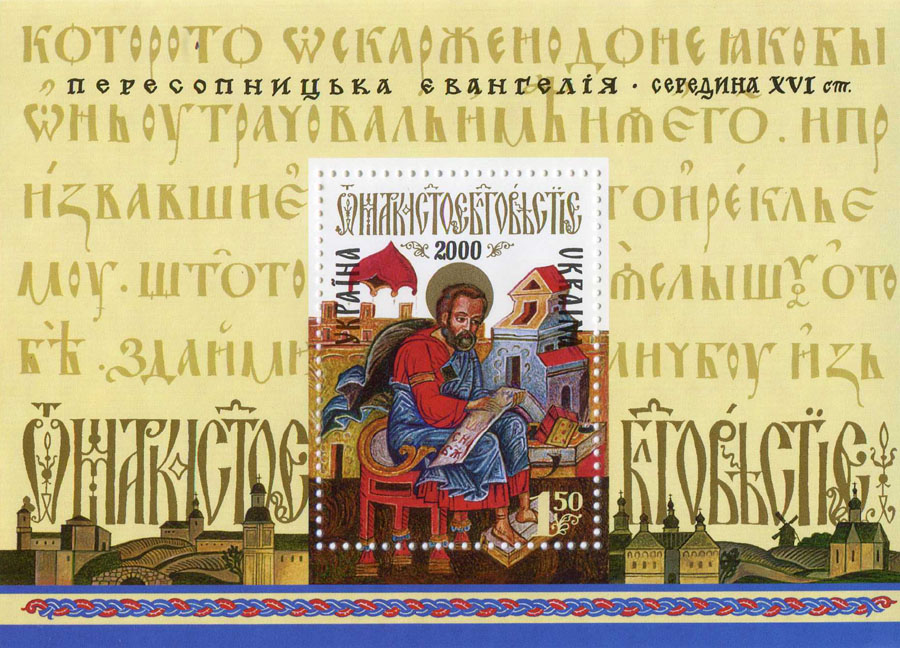
«„Пересопницкое Евангелие“ (середина XVI века)», почтовый блок Украины, 2000

В 2006 году в Киеве по заказу Министерства культуры Украины про историю создания Пересопницкого Евангелия был снят документальный познавательный фильм «КНИГА». Автор сценария и режиссёр — Вячеслав Прокопенко.